# 国际社会史研究所
国际社会史研究所（荷蘭語：Internationaal Instituut voor Sociale Geschiedenis，英語：International Institute of Social History），创建于1935年，荷兰皇家艺术与科学学院下属机构，旨在研究研究国际社会史运动及其发展。

## 历史
由荷兰经济史和政治科学家尼古拉斯·威廉姆斯·波斯胡姆斯（Nicolaas Wilhelmus Posthumus）创建，研究所内收藏着超过50公里的大量有关国际工人运动、社会运动的文献卷轴手稿等，这其中就包括了罗莎·卢森堡、卡尔·马克思、弗里德里希·恩格斯、米哈伊尔·亚历山德罗维奇·巴枯宁等著名马克思主义者。这里不光是个人手稿，还存有相当多的机构手稿，比如俄罗斯的社会革命党、红军派、国际自由工会联合会。最近几十年，研究所也收藏了绿色和平和国际特赦组织的相关文件。

## 画廊

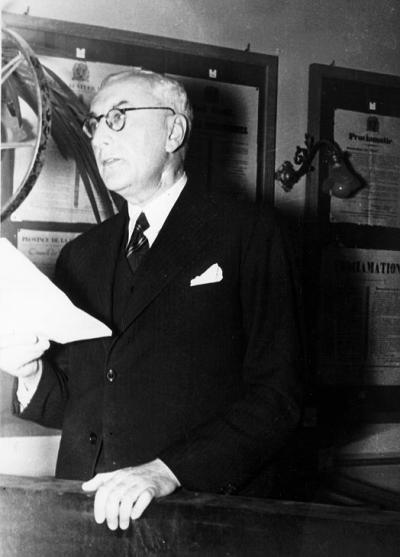
馆长Posthumus, 国际社会史研究所创始人
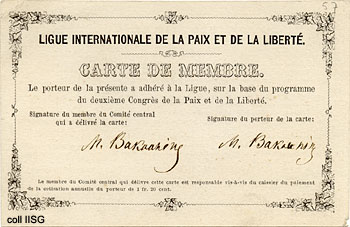
巴枯宁档案
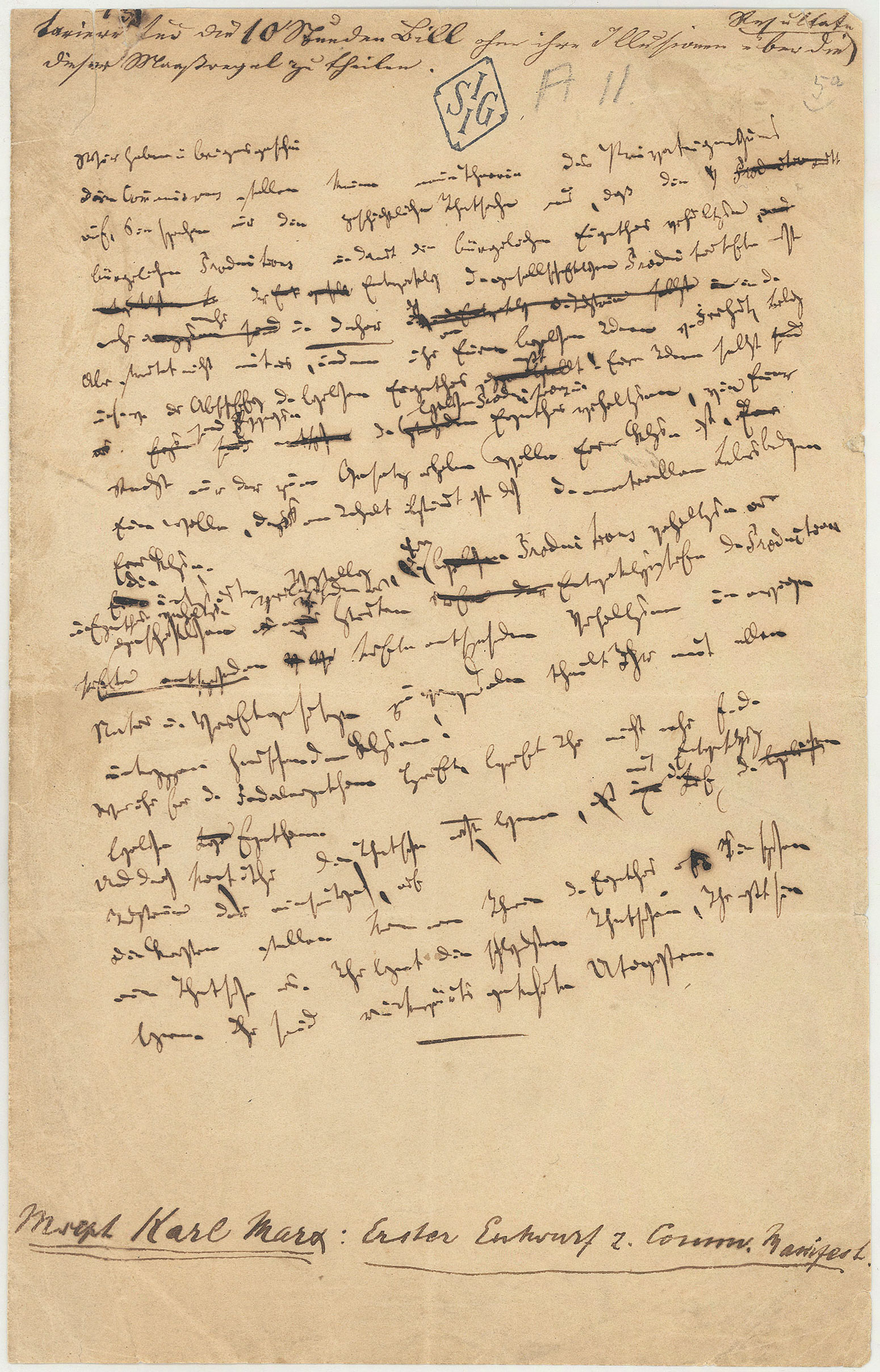
共产党宣言，卡尔·马克思
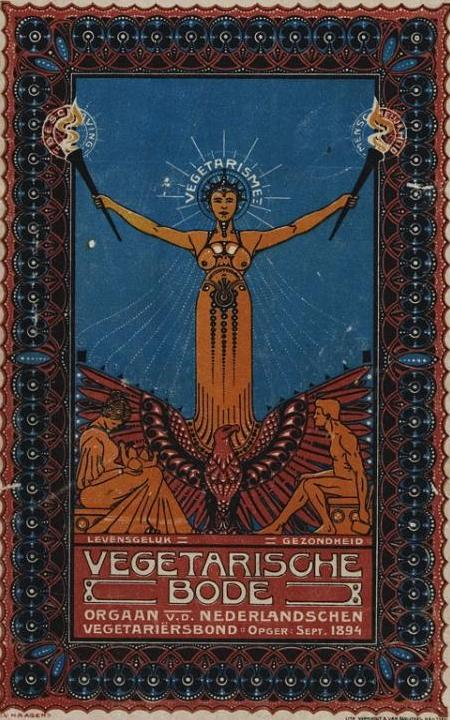
素食的Bode，来自Daniël de Clercq
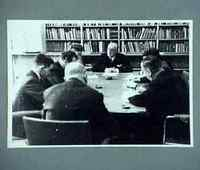
馆长Posthumus在1936年11月一次关于托洛茨基被盗窃文件上的会议
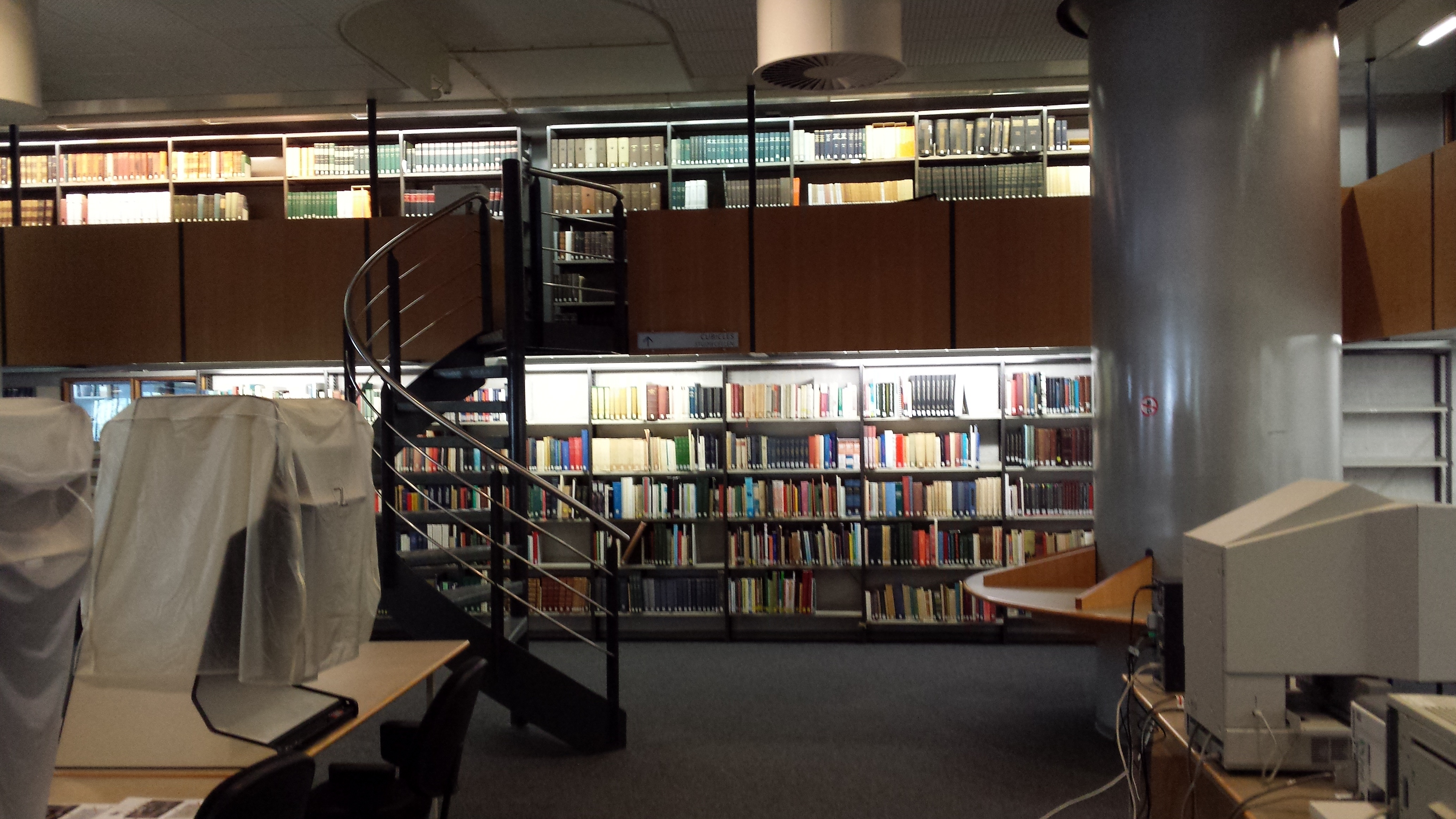
馆内图书馆